# Governatorati del Libano

Governatorati del Libano

I governatorati del Libano (in arabo: محافظة, muḥāfaẓa) costituiscono la suddivisione territoriale di primo livello del Paese e ammontano a otto; ciascuno di essi, salvo il governatorato di Beirut, si suddivide a sua volta in distretti (qaḍāʾ), a loro volta ripartiti in municipalità (baladiyah).

## Lista
| Mappa | Governatorato                       | Capoluogo | Popolazione (2015) | Superficie (km² ca) |
| ----- | ----------------------------------- | --------- | ------------------ | ------------------- |
|       | Akkar عكار                          | Halba     | 397 823            | 788                 |
|       | Bekaa االبقاعم al-Biqāʿ             | Zahle     | 536 768            | 1 336               |
|       | Nabatiye النبطية al-Nabatiya        | Nabatiye  | 368 077            | 1 098               |
|       | Baalbek-Hermel بعلبك - الهرمل       | Baalbek   | 442 395            | 2 825               |
|       | Beirut بيروت Bayrūt                 | Beirut    | 432 645            | 20                  |
|       | Monte Libano جبل لبنان Jabal Lubnān | Baabda    | 1 831 533          | 1 968               |
|       | Sud Libano لبنان الجنوبى al-Janūb   | Sidone    | 578 195            | 930                 |
|       | Nord Libano لبنان الشمالى al-Šamāl  | Tripoli   | 782 436            | 1 236               |